# Фестиваль актуального научного кино 360°
Фестиваль актуального научного кино 360° — кинофестиваль, впервые проведённый в 2011 году Политехническим музеем совместно с Фондом «Сколково» и Открытым университетом Сколково, при поддержке Департамента науки, промышленной политики и предпринимательства города Москвы. Фестиваль ежегодно проходит на основной площадке музея, а также на партнерских площадках. В программе — авторское документальное кино (creative documentary) о науке и научной деятельности в самом широком смысле. Это фильмы, которые обращаются не только к науке в чистом виде, но и к жизни внутри и вокруг неё, и рассказывают живые человеческие истории. Неотъемлемой частью фестиваля является дискуссионная программа. В 2013 году фестиваль прошел на 11 площадках Москвы: в связи с реконструкцией здания музея на Новой площади основной площадкой фестиваля стал Международный мультимедийный пресс-центр РИА Новости, показы также прошли в кинотеатрах "Фитиль" и "35 mm", Центральном доме художника, Центре документального кино, Культурном центре ЗИЛ, вузах МФТИ, МИФИ, МИСиС, МГУ им.М.В.Ломоносова, НИУ ВШЭ.

### Программы фестиваля
- Основная (конкурсная) программа

Основная программа состоит из полнометражных документальных фильмов, раскрывающих актуальные научные темы, рассказывающих о гипотезах и открытиях, о реальных и потенциальных объектах научных исследований. Эти фильмы затрагивают социальную сторону научной деятельности и делают акцент на влияние науки на общество и на жизнь людей.
- Программа «Алхимики»

Идея «Алхимиков» была позаимствована у всем известной Шнобелевской премии, которая вручается за достижения, которые заставляют сначала засмеяться, а потом – задуматься. Фильмы из серии «Алхимики» рассказывают о сумасшедших мечтателях и изобретателях, преданных своему делу несмотря ни на что. Это истории о гипотезах и фактах, которые не вписываются в традиционные научным рамки, а подчас противоречат научным постулатам. При этом каждая из них вызывает интерес и привлекает внимание выдающихся ученых. Ведь многие великие открытия были сначала всего лишь мечтами.
- Трилогия QUATSI

Известные фильмы режиссёра Годфри Реджио и оператора Рона Фрике на музыку Филиппа Гласса – это философские эссе о том, как функционирует наш мир и какова в действительности роль человека.
- GE FOCUS FORWARD: Short Films, Big Ideas

Проект GE FOCUS FORWARD: Short Films, Big Ideas – это серия фильмов об изобретателях и новаторах, чьи изобретения и идеи изменили мир. Авторами фильмов являются лучшие современные режиссёры -документалисты, победители ведущих международных кинофестивалей. Компания General Electrics Company в сотрудничестве с киностудией Cinelan собрала лучших в мире документалистов и попросила их снять трехминутные фильмы. Требования к созданию фильмов были очень просты: режиссёры должны снять историю изобретателя, ученого или идеи, которая может изменить мир. Продолжительность фильма должна составлять не больше 180 секунд (3 минут).Фильмы были представлены на крупных международных кинофестивалях в 2012 и 2013 гг. Показы были проведены в 150 странах на всех семи континентах. Специальный показ состоялся на научной конференции в Антарктике. Фильмы продолжают получать приглашения от фестивалей по всему миру. Главный индикатор успеха проекта в том, что истории, рассказанные в фильмах, все так же вдохновляют зрителей в разных странах. Фильмы собраны в 2 блока по 60 минут. Каждый блок демонстрируется отдельно.
- Программа “Нейромантика”

Подборка фильмов выстроена таким образом, что основная часть (3 из 5) фильмов обращаются к одной из базовых составляющих человеческой личности: разум, эмоции, тело. Один исследует способность человека творить и изобретать, другой – взаимоотношения современного человека с природой в контексте современных научных достижений. Таким образом, программа призвана помочь юным взрослым научиться прислушиваться к себе и понимать себя, а также осознать своё место в мире и выстроить отношения с окружающей средой.
- Детская образовательная программа «Волшебная лаборатория»

Удивительное путешествие с профессором Онотоле и молодыми экспертами позволит лучше понять, что такое нано и где его можно применить. Благодаря анимационному фильму, созданному студией 3D Media, зрители смогут увидеть и понять, что стоит за словом нано, а ученые и эксперты смогут объяснить все подробно и рассказать о том, что осталось за кадром.

### Жюри Фестиваля
В 2012 году фестиваль впервые заявил о конкурсе. В 2013 году эта практика повторилась. В жюри были приглашены выдающиеся и авторитетные личности и специалисты документального кино и науки.
Арутюн Хачатрян – председатель жюри Фестиваля. Основатель кинофестиваля «Дебют» (1991), лауреат государственной премии Республики Армения за фильм «Документалист» (2003). Основатель и глава Ереванского международного кинофестиваля «Золотой абрикос». В 2009 г. Голливудская ассоциация иностранной прессы наградила фестиваль «Золотой абрикос» премией «Золотой глобус», а в 2010 г. фестиваль удостоился главной премии Международного союза кино, телевидения и спорта Ficts Plate D'honneur.
Сергей Гуриев – приглашенный профессор Sciences Po (Франция), профессор экономики Российской экономической школы (РЭШ), доктор экономических наук. В 2004-2013 гг. занимал должность ректора РЭШ. Входит в советы директоров РЭШ, Сбербанка России, РВК, ОАО «Альфа-Страхование», Фонда «Династия», Э.ОН Россия.
Алексей Медведев – выпускник режиссёрского факультура ВГИКа (мастерская А. Сиренко). Как автор сотрудничал с «Первым каналом», каналами «Культура» и СТС. Публиковался в журналах «Искусство кино», «Художественный журнал», газетах «Время новостей», «Московские новости» и др.
Светлана МИРОНЮК с 2003 года возглавляет Группу РИА Новости, лидирующий российский медиахолдинг с 70-летней историей. Член Правления российского отделения Всемирного фонда дикой природы (WWF).
Константин  Северинов – специалист в области молекулярной биологии, профессор Ратгерского университета (Нью-Джерси, США). В настоящее время Константин специализируется в области регуляции транскрипции генов бактерий. В России он заведует двумя лабораториями: Регуляции экспрессии генов мобильных элементов прокариот в Институте молекулярной генетики РАН и Молекулярной генетики микроорганизмов в Институте биологии гена РАН.
Дэймон Смит – глава отдела стратегии закупок и ресурсов компании CINELAN. Он также является куратором представительства компании в Нью-Йорке (FOCUS FORWARD, проект «Новая киномания») и кинопродюсером с десятилетним опытом работы в мультимедийных проектах и новых медийных предприятиях, включая компанию Babel Networks US, где он возглавлял отдел программирования для создания кино- и анимационных фильмов.
В 2013 году добавилось студенческое жюри.

### Основная программа 2011 года
| Фильм                                                                                     | Год  | Режиссёр                                                                          |
| ----------------------------------------------------------------------------------------- | ---- | --------------------------------------------------------------------------------- |
| Пещера забытых снов/ Cave of Forgotten Dreams                                             | 2010 | Вернер Херцог                                                                     |
| Сколько весит Ваше здание, мистер Фостер?/ How Much Does your Building Weigh, Mr. Foster? | 2010 | Карлос Каркас, Норберто Лопес Амадо                                               |
| Жизнь 2.0/ Life 2.0                                                                       | 2010 | Джейсон Спингарн-Кофф                                                             |
| Фрикономика/ Freakonomics                                                                 | 2010 | Хайди Юинг, Алекс Гибни, Сет Гордон, Рэйчел Грэйди, Юджин Джареки, Морган Сперлок |
| Подключи и молись/ Plug & Pray                                                            | 2009 | Йенс Шанце                                                                        |
| В бесконечность/ Into Eternity                                                            | 2010 | Майкл Мэдсен                                                                      |
| Секреты племени/ Secrets of the Tribe                                                     | 2010 | Жозе Падилья                                                                      |
| Настоящие революционеры/ The Real Revolutionaries                                         | 2009 | Пол Краудер                                                                       |
| Изобретения доктора Накамацу/ The Invention of Dr. NakaMats                               | 2009 | Каспар Аструп Шредер                                                              |
| Какого пола мой мозг?/ Does my brain have a sex?                                          | 2010 | Лор Дэлесаль                                                                      |

### Основная программа 2012 года
| Фильм                                                            | Год  | Режиссёр                   |
| ---------------------------------------------------------------- | ---- | -------------------------- |
| ПЕРЕЖИТЬ ПРОГРЕСС / SURVIVING PROGRESS                           | 2011 | Мэтью Рой, Харольд Крукс   |
| СТИВ ДЖОБС: ПОТЕРЯННОЕ ИНТЕРВЬЮ / STEVE JOBS: THE LOST INTERVIEW | 2011 | Пол Сен                    |
| БОК О БОК / SIDE BY SIDE                                         | 2012 | Крис Кенелли               |
| ВЕЩЕСТВО / THE SUBSTANCE: ALBERT HOFMANN’S LSD                   | 2011 | Мартин Виц                 |
| ЧУВСТВЕННАЯ МАТЕМАТИКА / COLORS OF MATH                          | 2012 | Екатерина Еременко         |
| УСКОЛЬЗАЮЩИЙ ЛЕД / CHASING ICE                                   | 2012 | Джеф Орловски              |
| ЧЕТЫРЕ ВСАДНИКА / FOUR HORSEMEN                                  | 2011 | Росс Эшкрофт               |
| РЕВАНШ ЭЛЕКТРОМОБИЛЯ / REVENGE OF THE ELECTRIC CAR               | 2011 | Крис Пейн                  |
| БИЕНИЕ СЕРДЦА / HEARTBEAT                                        | 2010 | Софи Ревиль, Кристоф Барро |
| ЯДЕРНОЕ БЕЗУМИЕ / NUCLEAR SAVAGE                                 | 2012 | Адам Джонас Хоровитс       |
| ЗАГОВОР ВОКРУГ ЛАМПОЧКИ / THE LIGHT BULB CONSPIRACY              | 2010 | Козима Данноритцер         |
| ПРОЕКТ НИМ / PROJECT NIM                                         | 2011 | Джеймс Марш                |
| ДА ЗДРАВСТВУЮТ АНТИПОДЫ! / VIVAN LOS ANTIPODAS!                  | 2011 | Виктор Косаковский         |

### Лауреаты Фестиваля 2012 года
Гран — при Фестиваля актуального научного кино 360°
фильм «ПРОЕКТ НИМ» режиссёра Джеймса Марша
Специальный приз жюри
фильм «ВЕЩЕСТВО» режиссёра Мартина Витца
Приз Большой аудитории
фильм «БИЕНИЕ СЕРДЦА» режиссёров Софи Ревиль и Кристофа Барро
Самый посещаемый зрителями фильм
фильм «ЧУВСТВЕННАЯ МАТЕМАТИКА» режиссёра Екатерины Еременко
Специальный приз телеканала 24 Техно «За лучший короткий метр»
фильм «ПУТЕШЕСТВИЕ ВО ВЧЕРАШНИЙ ДЕНЬ» режиссёра Эндрю Боулера